# 국립해양박물관 (영국)

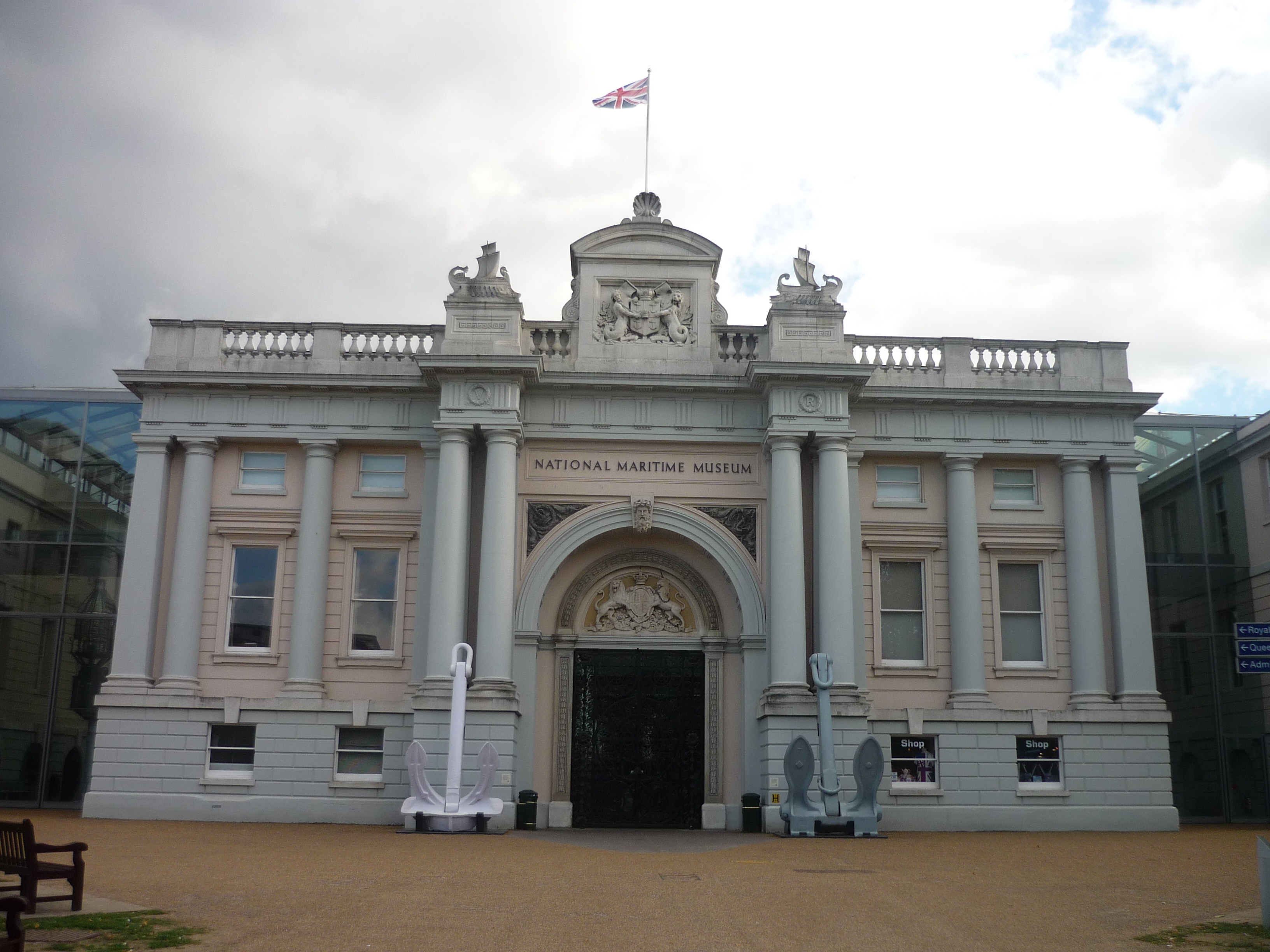
국립해양박물관

국립해양박물관(National Maritime Museum, NMM)은 잉글랜드 그리니치에 위치한 해양박물관이다. 원래는 궁전이었고, 해군왕립학교로도 사용했었다. 지금은 해양 관련 자료들을 전시하고 있다.